# 亀山神社 (板野町)
亀山神社（かめやまじんじゃ）は、徳島県板野郡板野町に鎮座する神社である。

## 歴史
創建年は不詳。元々は天王社と呼ばれ、1872年（明治4年）までは八坂神社と称していた。また亀山神社の北側には日本武尊の伝承が残る白鳥神社が鎮座している。
1886年（明治19年）の社殿建築の際には境内から4世紀頃の築造と推察される阿王塚古墳が発見された。
1907年（明治40年）以降、愛宕神社や船戸神社、大鳥神社など5つの神社を合祀し、1917年（大正6年）に亀山天皇にゆかりの地であることから亀山神社と改称した。

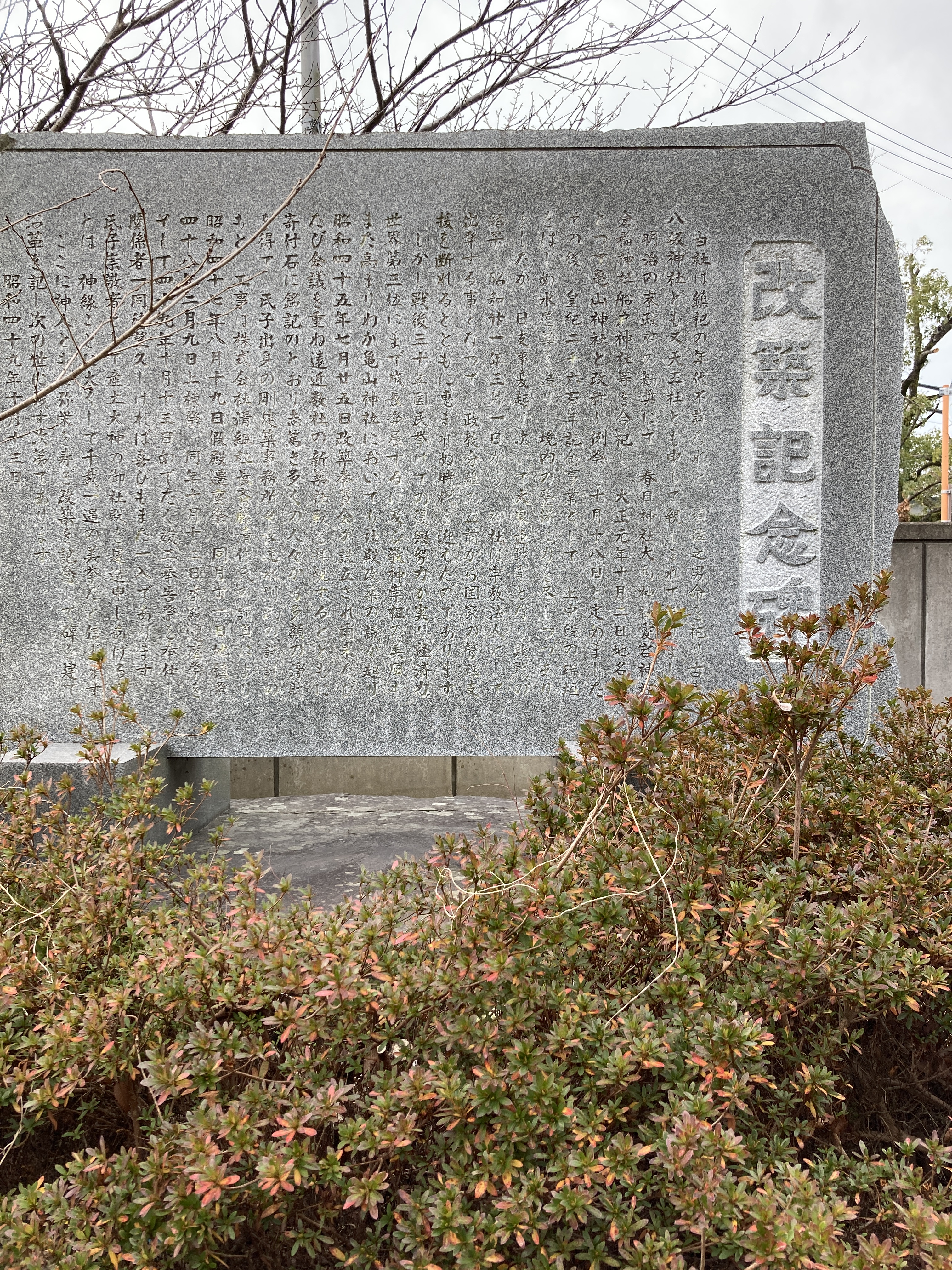
昭和49年神社本殿の改築を記念して建てられた石碑

## 阿王塚古墳
亀山神社の裏山には亀山天皇の御陵とも伝わる積石古墳の阿王塚古墳があり、4世紀頃の築造と推察されるこの古墳からは画文帯神獣鏡が2面と鉄刀や鉄鍬などが出土している。
1886年（明治19年）に社殿建築に伴って掘出されたもので、その後、鳥居龍蔵や笠井新也が調査し取上げた。現在は古墳の場所に阿王塚山歓喜天が鎮座している。

## 祭神
- 須佐之男命
- 長慶天皇
- 春日四柱神
- 日本武尊
- 山祇命
- 加具槌命
- 倉稲魂命
- 船戸神

## 交通
- 高松自動車道「板野インターチェンジ」より車で約1分。
- 徳島自動車道「藍住インターチェンジ」より車で約10分。
- JR「板野駅」より徒歩で約10分。